# Casino Royale (powieść)
Casino Royale – powieść Iana Fleminga o przygodach agenta 007 – Jamesa Bonda. Została ukończona w 1953 roku i jest pierwszą powieścią w cyklu o Bondzie. Jest też pierwszą powieścią, w której pojawia się przyjaciel Bonda, Feliks Leiter. Została trzykrotnie zekranizowana (Casino Royale (1954), Casino Royale (1967) i Casino Royale (2006)).
Jako pierwowzór postaci Vesper Lynd, Ian Fleming wykorzystał swoją byłą kochankę, agentkę brytyjskiego wywiadu Krystynę Skarbek (vel Christine Granville).

## Wydania polskie
- 1990, wyd. WEMA, przekł. Agnieszka Sylwanowicz i Robert Stiller jako Sam chciałeś te karty, czyli Casino Royale
- 2006, wyd. Znak, przekł. Rafał Śmietana